# Vähä Palojärvi
Vähä Palojärvi är en sjö i kommunen Pertunmaa i landskapet Södra Savolax i Finland. Sjön ligger 104,2 meter över havet. Arean är 62 hektar och strandlinjen är 5,55 kilometer lång. Sjön  ingår i Kymmene älvs huvudavrinningsområde.   Den ligger omkring 55 kilometer sydväst om S:t Michel och omkring 160 kilometer nordöst om Helsingfors. 